# 立正大学サッカー部
立正大学体育会サッカー部（りっしょうだいがくサッカーぶ、英語: Rissho University Soccer Club）は、埼玉県熊谷市にある立正大学のサッカークラブである。

## 創部
1965年

## 戦績
| 年度 | 所属    | 順位 | 勝点 | 試合 | 勝 | 分 | 敗 | 得点 | 失点 | 得失 | アミノ杯 | 総理大臣杯 | インカレ | 監督   |
| 2017 | 関東2部 | 8位  |      | 22   |    |    |    |      |      |      |          |            |          | 杉田守 |
| 2018 | 関東2部 | 2位  |      | 22   |    |    |    |      |      |      |          |            |          | 杉田守 |
| 2019 | 関東1部 | 3位  |      | 22   |    |    |    |      |      |      |          |            |          | 杉田守 |
| 2020 | 関東1部 | 0位  |      | 00   |    |    |    |      |      |      |          |            |          | 杉田守 |
| 2021 | 関東1部 | 0位  |      | 00   |    |    |    |      |      |      |          |            |          | 杉田守 |
| 2022 | 関東2部 | 0位  |      | 00   |    |    |    |      |      |      |          |            |          | 杉田守 |

## 主な成績
- 全日本大学サッカー選手権大会
  - 優勝：無し
  - 準優勝：無し
- 総理大臣杯全日本大学サッカートーナメント
  - 優勝：無し
  - 準優勝：無し
- 関東大学サッカーリーグ戦1部
  - 優勝：無し
  - 準優勝：無し

## 主な出身選手
- 阿井達也（1990年度卒）
- 村上伸次（1991年度卒）
- 岩元洋成（1992年度卒）
- 磯山和司（1996年度卒）
- 上村祐司（1997年度卒）
- レイナルド（1998年度卒）
- 新井健二（2000年度卒）
- 安英学（2000年度卒）
- 野澤健一（2005年度卒）
- 宮田直樹（2009年度卒）
- 山本弘明（2013年度卒）
- ヴィニシウス・ゴベッチ（2014年度卒）
- 岡村大八（2018年度卒）
- 鈴木順也（2018年度卒）
- 雪江悠人（2018年度卒）
- 中塩大貴（2019年度卒）
- 人見拓哉（2019年度卒）
- 藤森亮志（2019年度卒）
- 平松昇（2020年度卒）
- 深谷圭佑（2020年度卒）
- 田中宏武（2021年度卒）
- 孫大河（2021年度卒）
- 金浦真樹（2021年度卒）
- 神戸康輔（2021年度卒）
- 平松航（2022年度卒）
- 吉田新（2022年度卒）
- 井上竜太（2022年度卒）
- 深港壮一郎（2022年度卒）
- 竹村俊二（2022年度卒）
- 鳥飼椋平（2022年度卒）
- 榊原杏太（2023年度卒）
- 青島太一（2023年度卒）
- 田中誠太郎（2024年度卒）
- 砂押大翔　(在学中)